# Karel Van Cauwelaert de Wyels
Karel Emiel Antoon Van Cauwelaert de Wyels (Onze-Lieve-Vrouw-Lombeek, 15 januari 1905 - Ninove, 14 januari 1987) was een Belgisch politicus en journalist.

## Levensloop
Hij werd geboren als zoon van Joannes Henricus Van Cauwelaert (1877-1927) en van Joanna Catharina de Wyels (1876-1935). Deze tak van de familie Van Cauwelaert voegde de naam 'de Wyels' aan de zijne.
Van 1923 tot 1928 studeerde hij aan de Katholieke Universiteit Leuven, waar hij de diploma's van doctor in de rechten en van baccalaureus in de wijsbegeerte behaalde. Tijdens zijn studies maakte hij deel uit van het Katholiek Vlaams Hoogstudentenverbond, waar hij tot de christendemocratische vleugel behoorde en waarvan hij de ondervoorzitter was.
Hij trouwde in Pamel op 26 september 1934 met Maria Johanna van der Kelen (1911-2004). Ze kregen één dochter Margaretha Van Cauwelaert (1935). Margaretha huwde met Baron Emmanuel de Bethune (1930-2011) en zij kregen samen vier kinderen, onder wie Sabine de Bethune (1958) en Jean de Bethune (1959).
Hij begon zijn loopbaan als ambtenaar bij het ministerie van Nijverheid, Arbeid en Sociale Voorzorg en daarna was hij als ambtenaar werkzaam bij het ministerie van Economische Zaken. In 1936 werd hij eveneens redacteur van het katholieke Vlaamsgezinde weekblad Elckerlyc en werkte hij soms mee aan het dagblad De Courant. Tijdens de Achttiendaagse Veldtocht van 1940 was hij reserveofficier. In de periode van de Duitse bezetting was Van Cauwelaert actief bij de verzetsgroep Belgische Nationale Beweging. Na de Tweede Wereldoorlog was hij inspecteur-generaal en juridisch adviseur op het ministerie van Economische Zaken. Bovendien was hij van 1934 tot 1939 kabinetschef van ministers Frans Van Cauwelaert (zijn oom), Philip Van Isacker, Pierre De Smet en Paul Heymans.
In 1945 nam hij ontslag om hoofdredacteur en politiek directeur te worden van het dagblad Het Volk, waar hij dagelijks een hoofdartikel schreef onder het pseudoniem 'Schildwacht'. In Het Volk vertolkte hij de christendemocratische ACW-vleugel binnen de CVP. Hij was een voorstander van de samenwerking tussen de CVP en de BSP en verdedigde de verbondenheid met de Benelux en de NAVO. Op Vlaams gebied was Van Cauwelaert een antifederalist, maar hij was wel voorstander van een verregaande decentralisatie. In 1965 verliet hij de journalistiek, waarna zijn broer Emiel Van Cauwelaert de Wyels hem opvolgde als hoofdredacteur.
In 1932 werd Van Cauwelaert verkozen tot gemeenteraadslid van Onze-Lieve-Vrouw-Lombeek. In 1958 werd hij vervolgens gemeenteraadslid van Pamel, waarna hij van 1959 tot 1964 schepen en van 1964 tot 1965 burgemeester was. In 1965 werden de gemeenten Pamel, Strijtem en Onze-Lieve-Vrouw-Lombeek verenigd tot de nieuwe gemeente Roosdaal en van 1965 tot 1982 was hij burgemeester van deze fusiegemeente. 
Van 1958 tot 1971 zetelde hij voor de CVP in de Belgische Senaat: van 1958 tot 1961 als provinciaal senator voor Brabant, van 1961 tot 1968 als rechtstreeks gekozen senator voor het arrondissement Brussel en van 1968 tot 1971 als gecoöpteerd senator. In de Senaat was hij lid van de commissies voor Grondwetherziening, Justitie, Binnenlandse Zaken en Culturele Zaken.

## Familie
Karel van Cauwelaert de Wyels was de neef van Frans Van Cauwelaert (1880-1961), burgemeester van Antwerpen, en van August Van Cauwelaert (1885-1945), dichter en romancier.